# كافو
ماركوس إيفانغيليستا دي مورياس (بالبرتغالية: Marcos Evangelista de Moraes) الشهير بـ كافو والمعروف بلقب الطبيب، لاعب كرة قدم سابق، وُلد في 7 يونيو 1970 في مدينة ساو باولو في البرازيل، كان قائد المنتخب البرازيلي الفائز بكأس العالم لكرة القدم عام 2002 .

## مسيرته

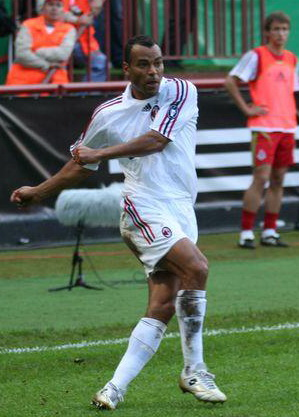
كافو مع الميلان في عام 2007

بدأ مسيرته كلاعب كرة قدم مع نادي مدينته ساو باولو في سنة 1988، وفاز معهم في كأس ليبرتادوريس في 1992 و1993، وفي سنة 1995 انتقل كافو إلى نادي ريال سرقسطة الإسباني، وحقق معهم كأس الكؤوس الأوروبية، ولكنه في العام الذي تلاه عاد إلى البرازيل وبالتحديد إلى نادي بالميراس.
و في سنة 1997 انتقل كافو إلى نادي روما الإيطالي، وقد حقق معهم لقب الدوري الإيطالي في سنة 2001، وفي سنة 2003 انتقل كافو إلى نادي إيه سي ميلان، بعد منافسة شرسة مع نادي يوكوهاما مارينوس الياباني.
أما عن مسيرته مع منتخب البرازيل لكرة القدم، فقد بدأ كافو اللعب مع منتخب البرازيل لكرة القدم في أوائل التسعينات، وشارك كافو في كأس العالم 1994 في الولايات المتحدة الأمريكية، ولعب في المباراة النهائية أمام منتخب إيطاليا لكرة القدم بعد أن أصيب اللاعب جورجينيو في الدقيقة 22 من زمن المباراة، وقد فازت البرازيل في تلك البطولة بركلات الجزاء الترجيحية.
و فاز كافو مع البرازيل بكأس كوبا أميركا في 1997 و1999، ولعب في كأس العالم 1998 في فرنسا، وخاض المباراة النهائية أمام المنتخب المضيف، ولكن منتخب البرازيل خسرها بثلاثة أهداف مقابل لا شيء، وفي سنة 2002 استطاع منتخب البرازيل الوصول إلى المباراة النهائية في كأس العالم، والتقى مع ألمانيا، وفاز منتخب البرازيل في تلك المباراة بهدفين مقابل لا شيء سجلهما رونالدو.
وفي كأس العالم 2006 في ألمانيا، قدم كافو مستوى متواضع، وذلك بسبب كبر سنه، ولم يستطع منتخب البرازيل تجاوز الدور الربع نهائي.
وقال كافو بعد المونديال أنه يتمنى بأن يشارك في كأس العالم 2010 في جنوب أفريقيا، ولكن بحلول بطولة كأس العالم القادمة سيكون عمر كافو 40 عاماً، ومن الصعب أن يختاره أي مدرب إلى المنتخب وهو في ذلك العمر.
ويعتبر كافو واحداً من أكثر اللاعبين البرازيلين مشاركة مع منتخب البرازيل لكرة القدم، حيث لعب 142 مباراة دولية، وسجل فيها 5 أهداف فقط.
وفي عام 2008 لعب كافو المباراة الأخيرة له في مسيرته الكروية عندما لعب ميلان امام سامبدوريا في نهاية الدوري الإيطالي وانتهى اللقاء بفوز ميلان 4-1 وقد سجل كافو هدفا في المباراة. لتقوم الجماهير بالتصفيق لكافو الذي تألق مع ميلان خلال 5 سنوات الماضية.